# Eliáš Ladiver
Eliáš Ladiver (okolo roku 1633?, Žilina – 2. duben 1686, Prešov) byl slovenský profesor Prešovské školy, filozof a dramatik.

## Životopis
Narodil se v učitelské rodině, vzdělání získal v Levoči, Bratislavě a Sárospataku (Blatném Potoku, Maďarsko), kde se jeho učitelem stal Jan Amos Komenský, a na německých univerzitách ve Wittenbergu a Erfurtu. V roce 1655 se stal rektorem školy v Žilině, v roce 1661 přešel na bardějovské gymnázium. Krátce působil jako evangelický farář, později na evangelickém kolegiu v Prešově působil jako profesor logiky. Spolu se starými scholastickými metodami výuky uplatňoval i některé Komenského zásady.
Jako exulant žil v Toruni, Gdaňsku, Královci (území dnešního Ruska, Lešně (Polsko) a Jeně (Německo). V letech 1678 - 81 byl rektorem školy v Sedmihradsku. Poté se vrátil do Prešova na znovuzřízené kolegium.

## Tvorba a myšlení
Byl přívržencem aristotelské filozofie a protestantské scholastiky. Psal filozofické rozpravy a školní divadelní hry, které mají polemický charakter. Věnoval sa taktéž otázkám logiky, etiky, rétoriky a metafyziky.

## Dílo
- 1656 – Poznámky o duši (Annotationes in pneumaticam)
- 1658 – Poznámky o logike (Annotationes in logicam)
- 1662 – Neochvejný dôkaz (Assertio immota)
- 1667 – O atómoch proti Camanovi (De atomis contra Zabanium)
- 1668 – Vo viere stály Eleazár (Eleazar constans), divadelní hra rozvíjející biblický příběh o hrdinovi, který odmítá konat proti své víře
- 1669 – Udatný Papinián (Papinianus tetragonos), divadelní hra s antickým námětem, vyzdvihující morálku nad bezpráví a násilí
- 1671 – Pravidlá logiky (Summulae logicae)